# .hn
.hn je vrhovna internetska domena (country code top-level domain - ccTLD) za Honduras. Domenom upravlja Red de Desarrollo Sostenible Honduras.

## Vanjske poveznice
- IANA .hn whois informacija  Arhivirana inačica izvorne stranice od 27. travnja 2006. (Wayback Machine)